# 起きろよスージー
「起きろよスージー」（おきろよスージー、Wake Up Little Susie）は、エヴァリー・ブラザースが1957年に発表した楽曲。フェリスとブーデロウのブライアント夫妻が書いた。
エヴァリー・ブラザース盤は、『ビルボード』誌のポップ・チャートでも、『キャッシュボックス』誌のベスト・セリング・チャートでも首位に達したが、1986年のドン・エヴァリーのインタビューによれば、これはボストンのラジオ各局が歌詞がきわどいことを理由として放送禁止の措置をとるという不利な状況の中でのことであったという。「起きろよスージー」は、『ビルボード』誌のカントリー・チャートでも、 7週連続で首位に立ち、さらに全英シングルチャートでも2位まで上昇した。『ローリング・ストーン』誌の「ローリング・ストーンの選ぶオールタイム・グレイテスト・ソング500」において、この曲は第318位に入った。
2000年アメリカ合衆国大統領選挙の選挙戦の最中、『オプラ・ウィンフリー・ショー』に出演した、当時テキサス州知事だったジョージ・W・ブッシュは、お気に入りの歌として「起きろよスージー」を挙げた。また、「起きろよスージー」は、映画監督のデヴィッド・リンチが買った、最初のシングルであった。
日本語では、「起きろよスージー」が代表的な曲名であるが、「スージーちゃん起きなさい」や、「スージーのお目覚め」という曲名で言及されることもある。

## 歌詞の内容
この歌の歌詞は、高校生の主人公が、ガールフレンドのスージーに呼びかける、という観点から書かれている。歌の中で、ふたりはデートに出かけるが、映画を観ているうちに眠り込んでしまう。門限は午後10時だったのに、午前4時になるまで、ふたりは目覚めなかった。ふたりは、両親や友人たちがどんな反応をするだろうかと思いめぐらす。
ドン・エヴァリーによれば、この曲はボストンでは禁止の措置がとられたが、歌詞の中ではスージーとボーイフレンドが性的関係をもったとはっきり述べているわけではなく、解釈は聴き手側に委ねられている。

## カバー・バージョン
- ダニー・オズモンド - 1971年のアルバム『The Donny Osmond Album』に収録。
- グレイトフル・デッド - 1973年のライブ・アルバム『History of the Grateful Dead, Volume One (Bear's Choice)』に収録。
- フライング・ブリトー・ブラザーズ - 1974年のコンピレーション・アルバム『Close Up the Honky Tonks』に収録。
- ロギンス&メッシーナ - 1975年のアルバム『So Fine』に収録。
- スージー・クアトロ - 1977年のアルバム『クアトロ白書』に収録。
- サイモン&ガーファンクル - 1982年のライブ・アルバム『セントラルパーク・コンサート 』に収録。シングルカットされ全米27位を記録。